# Lusona

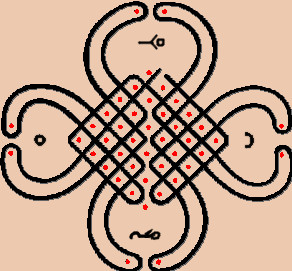
Lusona ideográfia, amely a világ kezdetének történetét jeleníti meg

A lusona rajzolás egy olyan ideográfiai hagyomány, amely Angola keleti részén, Zambia északnyugati részén és a Kongói Demokratikus Köztársaság szomszédos területein ismert, és amelyet főként a csokve (chokwe) és a luchazi népek gyakorolnak. Ezek az ideográfiák emlékeztetőként szolgálnak közmondások, mesék, játékok, találós kérdések és állatok megjegyzésére, valamint a tudás átadására.

## Történelem

### Eredet
Gerhard Kubik néprajzkutató szerint ez a hagyomány ősi és minden bizonnyal gyarmatosítás előtti lehet, mivel a megfigyelők egymástól függetlenül gyűjtötték ugyanazokat az ideográfiákat a nemzedékek óta külön élő népek között. Ezenkívül az angolai Felső-Zambézi területéről és a Moçâmedes-sivatagban található Citundu-Hulu korai petroglifák szerkezeti hasonlóságokat mutatnak a lusona ideográfiákkal. Például a cingelyengelye, és a zinkhata néven ismert, egymásba fonódó hurkokat ábrázoló lusona jelkép egyaránt előfordul a Felső-Zambézi sziklarajzaiban, amelyeket José Redinha jegyzett fel.
Ezek a sziklarajzok a Kr. e. 6. század és a Kr. e. 1. század közötti időszakból származnak. Lehetséges, hogy ezek a petroglifák és a sona ideográfiák kapcsolatban állnak egymással, azonban a hasonlóságon és a földrajzi elhelyezkedésen kívül nincs közvetlen bizonyíték.

### A 16. század után
Az egyik legalapvetőbb lusona, a katuva vufwati néha megjelenik a Matamba és Ndongo királyságokban élő emberek által hordott kereskedelmi tárgyakon, amelyet néha láthatunk Antonio Cavazzi de Montecuccolo olasz misszionárius által készített illusztrációkon (akvarelleken) az e királyságokról szóló könyvéből.

#### Lusona ábrázolás Antonio Cavazzi képein
- Jelenet az 1650-es évekbeli Angolában zajló kovácsmesterségről, lusona ábrázolásával a jobb felső sarokban, a korona alatt
- Textilkereskedelem jelenete az 1650-es évek Angolájában, lusona a bal oldali kék sálon ábrázolva
- Szertartásos felvonulás jelenete 1650–1660 között Angolában, a ládán lusona ábrázolás látható

Később, a 20. században különböző néprajzkutatók és antropológusok írtak a sona ideográfiáiról, az egyik első Hermann Baumann volt 1935-ben a "Lunda" című könyvében.

## Használat
A lusona ideográfiákat néha falfestményként használják, de legtöbbször homokban alkotják meg. Készítésükhöz a rajzszakértők – miután megtisztították és elsimították a talajt – egyenlő távolságra lévő pontokat nyomtak be, és folyamatos vonalat húztak közéjük. A pontok fákat, személyeket vagy állatokat, a vonalak pedig utakat, folyókat, kerítéseket, falakat, testeket stb. ábrázolhatnak.

## Matematikai tulajdonságok
Az ideográfiák 80%-a szimmetrikus, 60%-a pedig egyvonalas. Ezek a koordinátarendszer és a geometriai algoritmusok használatának példái.

### Geometria
A Sona-rajzokat a felépítésükhöz használt mértani formák alapján lehet osztályozni. Paulus Gerdes hat ilyen formát azonosított, a leggyakrabban a „fonott szőnyeg” formáját, amelyet a jelek szerint a szőnyegszövés ihletett.

### Láncolási szabályok és tételek
Különböző tanulmányok arra utalnak, hogy a rajzok szakértői ismerték a monolineáris ábrák szisztematikus felépítésével kapcsolatos "láncolás" és "kiküszöbölés" speciális szabályait. A tanulmányok arra utalnak, hogy az ezeket a szabályokat kitaláló "rajzszakértők" tudták, hogy miért érvényesek, és így vagy úgy, de bizonyítani tudták az e szabályok által kifejezett tételek érvényességét.
Nehéz beszámolókat találni a rajzszakértők által a dimenzióval és a monolinearitással/polilinearitással kapcsolatos egyedi minták általánosítására kidolgozott tételekről, mivel ez a hagyomány titkos volt, és kihalóban volt akkor, amikor elkezdték feljegyezni.
A rajzszakértők valószínűleg tudták, hogy azok a téglalapok, amelyeknek a méretei relatív prímek, egyvonalas rajzokat adnak. Ezt az elképzelést támasztja alá az a tény, hogy a 30 legkisebb olyan téglalap, amelynek a méretei relatív prímek, 75%-a jelenik meg a dokumentált rajzok között. Lehetséges továbbá, hogy tudták, hogy ha egy egyvonalas rajzhoz egy pontot vagy egy négyzetet adnak hozzá, a lusona még mindig egyvonalas marad. Egyértelműnek tűnik, hogy ezt a tényt kísérletileg fedezték fel a 2 × 2-es négyzetre vonatkozóan.

## Fordítás
Ez a szócikk részben vagy egészben  a   Lusona című angol Wikipédia-szócikk ezen változatának fordításán alapul.  Az eredeti cikk szerkesztőit annak laptörténete sorolja fel. Ez a jelzés csupán a megfogalmazás eredetét és a szerzői jogokat jelzi, nem szolgál a cikkben szereplő információk forrásmegjelöléseként.